# Терещенко, Мишель (политик)
Мише́ль (Михаи́л Петро́вич) Тере́щенко (фр. Michel Terestchenko, укр. Мішель Терещенко, Михайло Петрович Терещенко; род. 15 сентября 1954 года, Париж) — французско-украинский предприниматель и политик. Городской голова Глухова (с 2015 года). Потомок дворянского рода Терещенко.

## Ранние годы жизни. Карьера предпринимателя
Родился 15 сентября 1954 года в Париже. Происходит из украинского дворянского рода промышленников и меценатов Терещенко. Дед Мишеля, Михаил Терещенко (1888—1956) был министром финансов Временного правительства Российской Империи. Отец Мишеля, Пётр Михайлович Терещенко (1919—2004), был известным во Франции учёным-химиком, разрабатывал технологии изготовления биотоплива из рапса. Мишель является кузеном франко-английского фотографа Ивана Терещенко, а также своего тёзки, французского философа Мишеля Терешенко.
Окончил бизнес-школу. Служил в Вооружённых силах Франции. Был президентом компании по производству приборов для дайвинга. В 1994 году впервые посетил Украину как турист. В 2002 году впервые посетил город Глухов — родину своих предков. В том же году решил иммигрировать из Франции на Украину.
С 2003 года живёт в Глухове и Киеве. Занимается бизнесом в области выращивания льна и ненаркотической конопли. В 2009 году основал компанию Linen of Desna, которой руководил до октября 2018 года, после чего продал её бельгийской компании. Также основал Фонд наследия Терещенко, задачей которой является поддержка текущей деятельности в зданиях, построенных представителями рода Терещенко в Киеве и Глухове до революции.
21 марта 2015 года президент Пётр Порошенко вручил Мишелю паспорт гражданина Украины.

## Политическая карьера
25 октября 2015 года одержал неожиданную победу на выборах городского головы Глухова, набрав 64,58 % голосов избирателей. Его оппонент Юрий Бурлака, бывший городской голова и член Партии регионов, набрал 31 %. После выборов прежнее руководство города попыталось оспорить в суде ряд кадровых назначений, произведённых новым городским головой: в 2015—2017 годах прошло более 50 судов, на которых рассматривалась законность этих назначений.
Терещенко удалось значительно уменьшить влияние в городе бывшего члена Партии регионов, ныне депутата Верховной рады и почетного гражданина Глухова Андрея Деркача. До прихода нового мэра бюджет Глухова насчитывал 48 млн. гривен и имел дефицит в 12 млн. гривен, на март 2018 года бюджет рассчитан на 72-73 млн., а годовой профицит достиг 14 млн гривен.
По инициативе Терещенко и в рамках декоммунизации на Украине в Глухове был снесен памятник Ленину, вместо него был установлен памятник молодому Тарасу Шевченко.

## Личная жизнь
Владеет английским, итальянским, французским, испанским, украинским и русским языками.
Жена Олена Терещенко (урождённая Эскина), бывший депутат Киевского городского совета. Вступили в брак в 2016 году
- Сын Никола, родился 18 октября 2018 года[6].

Есть 2 взрослых сына (Кристофер, род. 1981 и Дмитрий, род. 1985) и дочь (Изабель, род. 1983) от прошлого брака, которые живут во Франции.